# باران شادی-۱
 باران شادی-۱ نام یک آلبوم موسیقی اثر ناصر چشم‌آذر، هنرمند ایرانی است که در سبک سنتی تهیه شده و دارای ۱۲ آهنگ است.

## فهرست آهنگ‌ها
| ردیف | آهنگ          |
| ۱    | مبارک باد     |
| ۲    | رنگ شالاقو    |
| ۳    | رنگ گلچهره    |
| ۴    | رنگ ناز       |
| ۵    | رنگ مجسمه     |
| ۶    | رنگ گل        |
| ۷    | رنگ چوپان     |
| ۸    | رنگ شکوفه     |
| ۹    | رنگ           |
| ۱۰   | رنگ روشنی     |
| ۱۱   | رنگ لزگی      |
| ۱۲   | برگزیدهٔ قطعات |

۱۲ آهنگ
| ردیف | آهنگ       |
| ۱    | رنگ گلها   |
| ۲    | رنگ شاد    |
| ۳    | لاله لر    |
| ۴    | رنگ        |
| ۵    | قاسم آبادی |
| ۶    | رشید خان   |
| ۷    | رنگ بنفشه  |
| ۸    | رنگ        |
| ۹    | رنگ عروسی  |
| ۱۰   | نبات خانوم |
| ۱۱   | رنگ ماهور  |
| ۱۲   | رنگ آذری   |